# 申宗勲
申 宗勲（신종훈, Shin Jong-Hoon、シン・ジョンフン、1990年1月23日 - ）は、韓国・京畿道富川市出身のフットサル選手。FK-リーグ（韓国フットサルリーグ）の全州メグFC所属。ポジションはFP。韓国代表。

## 経歴
韓国の全国リーグであるFK-リーグは2009年に創設された。申はソウル市に本拠地を置くFSソウルに所属し、創設初年度の2009-10シーズンには22点を決めて得点王となった。2010-11シーズンも22得点で2年連続得点王となり、初のリーグ優勝も達成。2011-12シーズンはリーグ2連覇を遂げ、自身初のシーズン最優秀選手に選ばれた。
2012年途中に日本フットサルリーグ（Fリーグ）の名古屋オーシャンズに移籍。まずは名古屋オーシャンズサテライトに登録され、12月の全日本フットサル選手権大会東海地区予選から出場した。2013年4月19日にはトップチーム昇格が発表された。名古屋での背番号は2。2013年夏のAFCフットサルクラブ選手権では3試合に出場して1得点し、名古屋はアジア王者となった。2013-14シーズン途中の11月16日、名古屋オーシャンズ退団と、韓国・全州市に本拠地を置く全州メグFC移籍が発表された。
全州メグFCはFK-リーグでFSソウルと2強を形成するクラブであり、2013-14シーズンには16試合37得点で自身2度目のシーズン最優秀選手に、同時にリーグ優勝も達成。2014-15シーズンには2位でリーグ優勝こそ逃したが、15試合26得点で自身3度目のシーズン最優秀選手に選ばれた。

### 代表歴
2009年の東アジアフットサル選手権（2010 AFCフットサル選手権予選）初戦のグアム戦では1分の先制点を含む5得点を決め、チームも26-1で圧勝した。第2戦の中国戦でも1分の先制点を含む2得点を決めたが、チームは4-5で競り負けた。3位決定戦のチャイニーズタイペイ戦でも2得点し、この試合では結局4試合で9得点を決めている。2010年の2010 AFCフットサル選手権ではベトナム戦で1得点した。2013年10月には韓国代表として2014 AFCフットサル選手権に出場した。

## 所属クラブ
- 2009-2012  FSソウル（FK-リーグ）
- 2012-2013.4  名古屋オーシャンズサテライト（東海リーグ）
- 2013.4-2013.11  名古屋オーシャンズ（Fリーグ）
- 2013.11-  全州メグFC（FK-リーグ）

## タイトル
FSソウル
- FK-リーグ : 2010-11、2011-12
- FK-リーグ得点王 : 2009-10、2010-11
- FK-リーグ最優秀選手 : 2011-12
- FK-カップ : 2010、2011

名古屋オーシャンズ
- AFCフットサルクラブ選手権 : 2013

全州メグ
- FK-リーグ : 2013-14
- FK-リーグ最優秀選手 : 2013-14、2014-15
- FK-カップ : 2013、2014